# Antoine de Partouneaux
Pour les articles homonymes, voir Partouneaux.
Antoine-Joseph-Adolphe de Partouneaux est un homme politique français né le 31 mai 1801 à Menton (Alpes-Maritimes) et décédé le 4 septembre 1855 à Marseille (Bouches-du-Rhône).

## Biographie
Fils de Louis de Partouneaux, député du Var sous la Restauration, il est licencié en droit en 1821 et entre comme surnuméraire au ministère de l'Intérieur. En 1826, il est sous-préfet de Tonnerre et quitte l'administration en 1830. Il est député du Var de 1852 à 1855, siégeant dans la majorité soutenant le Second Empire.
Antoine de Partouneaux est chevalier de la Légion d'honneur le 11 décembre 1850.